# Dancing Machine (album)
Pour les articles homonymes, voir Dancing Machine.
Albums de The Jackson Five
Get It Together
(1973) Moving Violation
(1975)
Singles
1. Dancing Machine
2. I Am Love
3. The Life of The Party
4. Whatever You Got, I Want

Dancing Machine est le huitième album studio (onzième au total) du groupe américain The Jackson Five sorti sous le label Motown le 5 septembre 1974. L'album est réédité en janvier 2010.

## Pochette
Illustration : Ron Kriss

## Titres
1. I am Love - Don Fenceton / Jerry Marcellino / Mel Larson / Roderick Rancifer - 7:29
2. Whatever You Got, I Want - Gene Marcellino / Jerry Marcellino / Mel Larson - 2:58
3. She's A Rhythm Child - Clarence Drayton / Hal Davis / Ruth Talmage - 2:39
4. Dancing Machine - Don Fletcher / Hal Davis / Weldon Dean Parks - 2:43
5. The Life Of The Party - Clarence Drayton / Hal Davis / Tamy Smith - 2:35
6. What You Don't Know - Gene Marcellino / Jerry Marcellino / Mel Larson - 4:25
7. If I Don't Love You This Way - Leon Ware / Pam Sawyer - 3:28
8. It All Begins And Ends With Love - Don Fenceton / Jerry Marcellino / Mel Larson - 3:07
9. The Mirrors Of My Mind - Charlotte O'Hare / Don Fletcher / Nita Garfield - 3:08

Réédition : En 2001, Motown Records a remasterisé les albums des J5 dans la série "Two Classic Albums/One CD".Cet album a été couplé à Moving Violation. Les bonus tracks sont la chanson "Through Thick and Thin" issue des sessions d'enregistrement de Moving Violation et de Forever Michael et le remix Disc-o-Tech #3 de "Forever Came Today".